# Epsach
Epsach là một đô thị ở huyện Nidau ở bang Bern ở Thụy Sĩ. Đô thị này có diện tích 3,4 km², dân số năm 2005 là 327 người.